# 炮彈

各種炮彈，M68戰車炮、M101榴彈炮、波佛斯40公釐高射砲、M224迫擊炮與M120迫擊炮的炮彈。攝於臺北國軍歷史文物館

炮彈是一種內有負載的投射物，與槍械使用的子彈不同，砲彈是屬於榴彈，所以內有炸藥或是其他的裝藥。砲彈大部分都是通常是大尺碼尖頭圓柱形物體，外形合乎空氣動力學的要求，由砲兵的火砲或是搭載於裝甲車輛、戰車或是軍艦上的火砲發射。

## 歷史

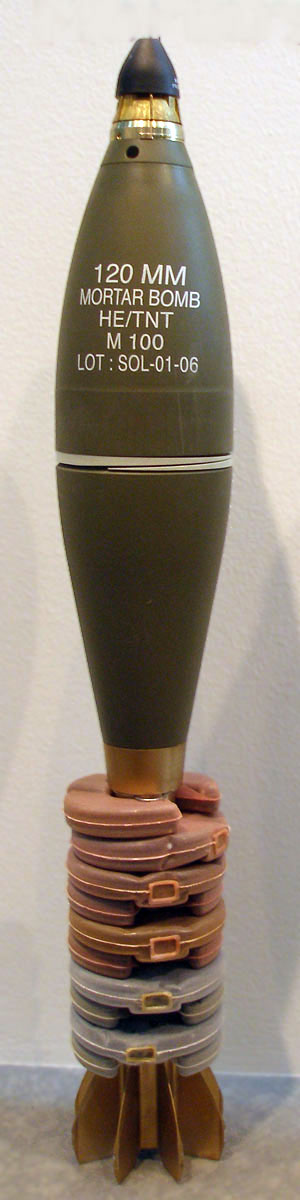
120mm高爆TNT迫擊砲彈

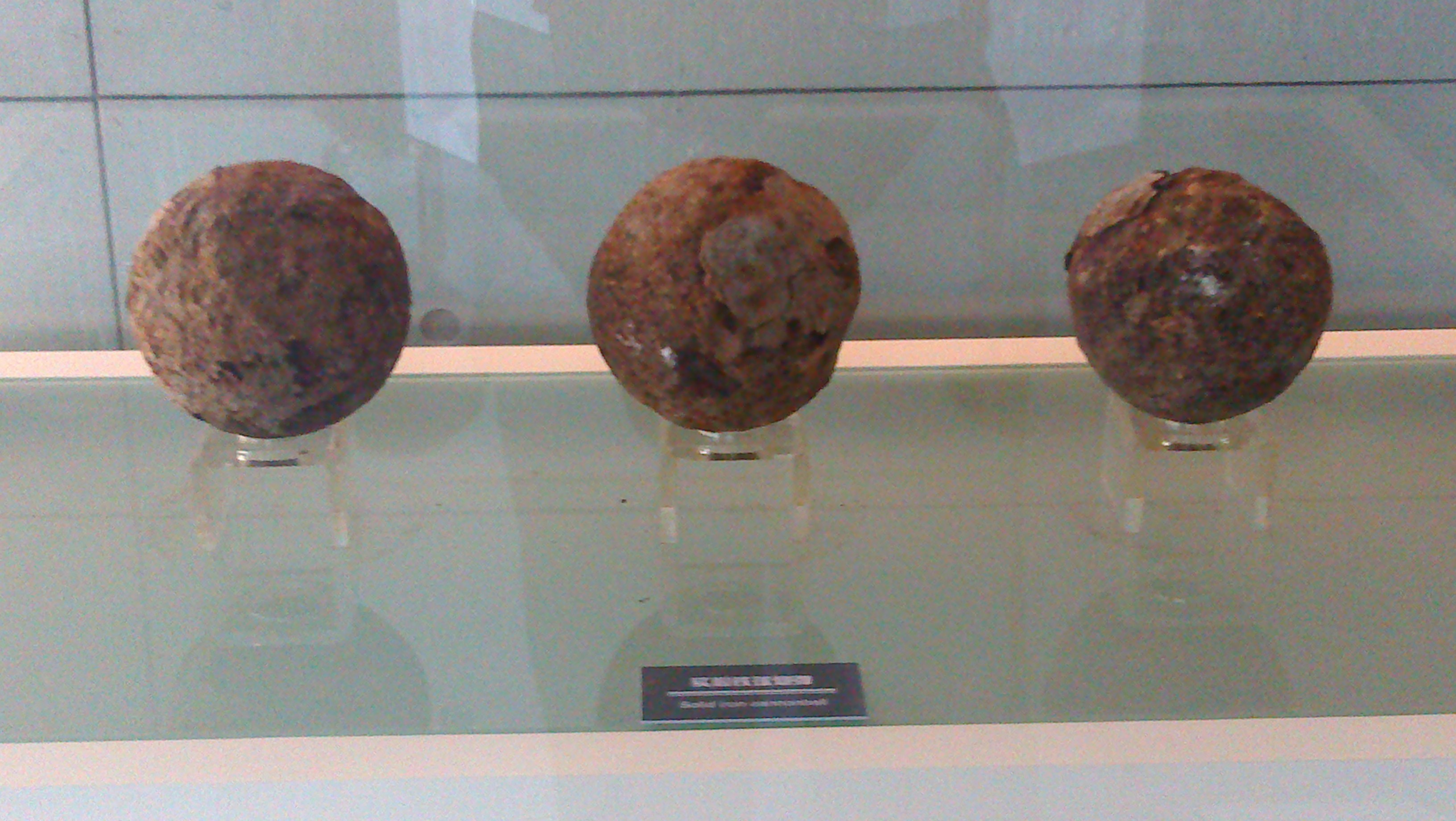
攝於大沽口砲臺遺址博物館

內部裝填有炸藥的炮彈直到16世紀中期還不十分普及。早期，由臼炮發射的中空內部裝填有黑火藥的石質或是鑄鐵砲彈使用燃燒緩慢的合成藥充當信管，藉以引爆內填的黑火藥，由於信管的點燃與燃燒速度的不穩定，不爆炸的啞彈在當時非常容易見到。
能發射內部裝填有炸藥的炮彈，具有平直彈道的加農炮一直到1823年才由法國將軍Henri-Joseph Paixhans發明。
19世紀的砲彈多數是用鑄鐵製造，鋼質砲彈最初只使用於穿甲，鑄鐵砲彈由於無法承受現代火藥所產生的爆震，高初速火炮使用的砲彈多數是鋼質砲彈。
於一次大戰，將近70%的步兵傷亡是砲彈爆炸所產生的破片造成的。 

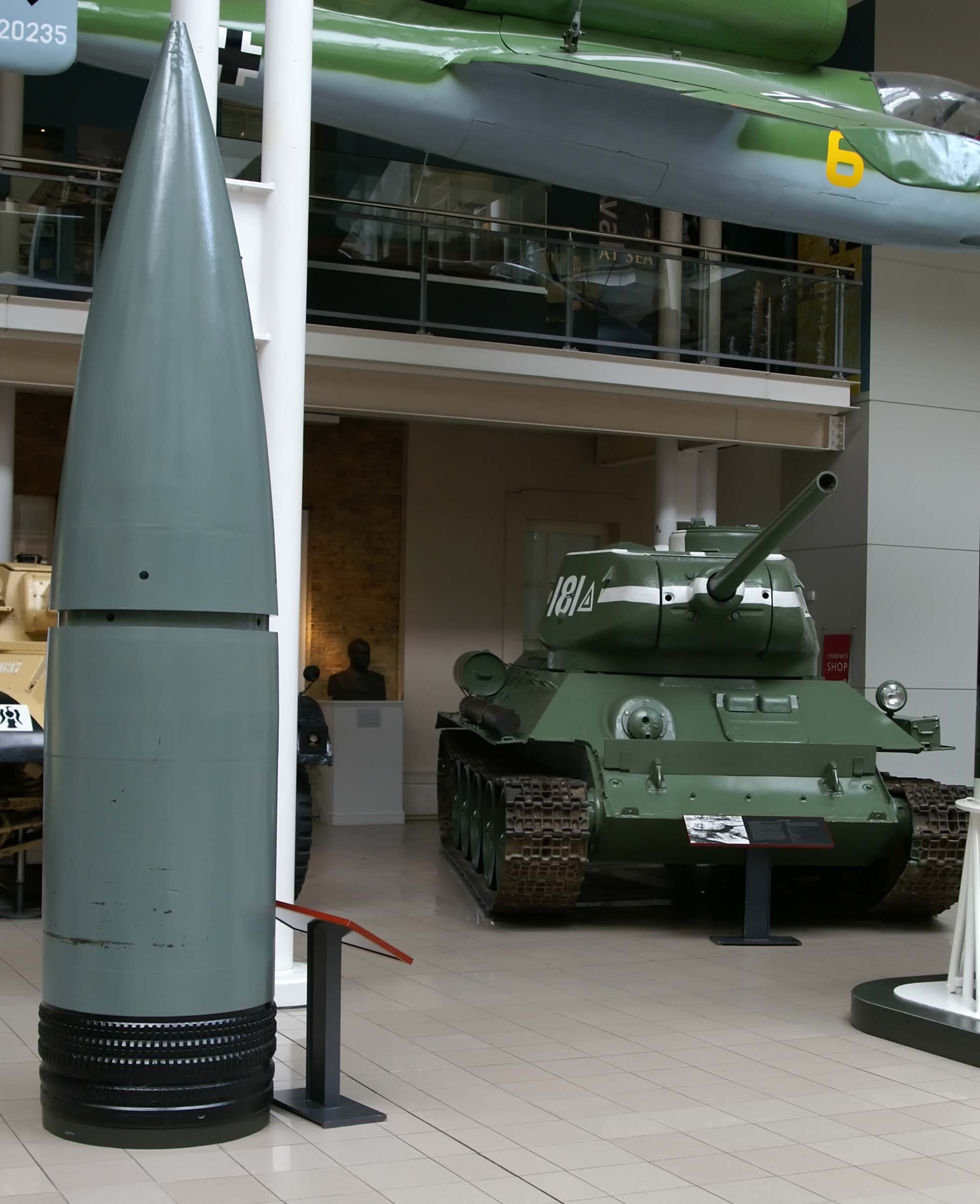
德國「史威尔·古斯塔夫/朵拉」列車砲使用的80 cm口徑的砲彈與T-34戰車對比。

## 直徑與重量
砲彈的直徑就是砲彈的口徑。視時代與製造國家不同，口徑以毫米、公分、英寸為單位。大型火砲的砲管長度也經常會列入口徑。 
在分類上，常用砲彈的最小口徑為20毫米。德國列車砲「史威尔·古斯塔夫炮」使用的800毫米（31.5英寸）是史上最重的砲彈。火箭、飛彈以及炸彈技術的發展逐步取代了大口徑的砲彈，目前使用最大的砲彈是少見的240毫米（9.5英寸）彈。155毫米（6.1英寸）則是常用砲彈中的最大口徑。
砲彈的重量隨口徑的增加而上升，一枚150毫米彈重約50公斤，一枚203毫米砲彈重約100公斤，280毫米（11英吋）的戰艦艦炮的砲彈重約300公斤，460毫米（18英吋）戰艦艦砲的砲彈重量超過1500公斤。納粹德國古斯塔夫列車砲可以發射5到8公噸重的800mm砲彈。

### 英國舊式重量分類
1950年代以前，英國的火砲與砲彈是以重量來命名。

## 種類

### 高爆彈（HE）
高爆彈是最普通的砲彈，或稱榴彈，英文為High Explosive 簡稱HE。多為鋼質外殼內填裝高爆炸藥與雷管。雷管引爆炸藥後，炸裂的外殼變成許多高熱銳利的彈片以高速四散。彈片是造成傷亡的主要原因。依據目標的不同，高爆彈可以經由雷管的設定來控制引爆高度，例如地表、空中或是在砲彈穿透目標達某一深度後引爆，以達到最大破壞效果。

### 穿甲彈（AP）

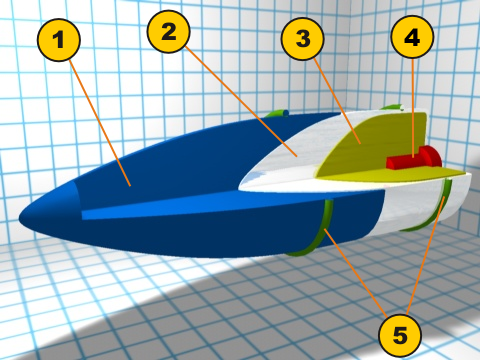
穿甲彈
1：风帽
2：彈芯（鎢、不鏽鋼、貧化鈾）
3：炸藥（TNT、RDX、HMX）
4：雷管
5：彈帶

穿甲彈是以砲彈材料的硬度與形狀，加上裝藥在射擊時傳遞的動能，在與堅硬的目標接觸時穿透表面而達到破壞的效果。英文為Armor Piercing,簡稱AP.穿甲彈除了用來反坦克以外，也可以用來對付其他堅固目標，或者使用在炸彈上，攻擊軍艦的防護裝甲。
早期穿甲弹弹头的外型为简单的尖锥状流线形，但随着射击距离的增加，简单的流线型并不能保证弹头的射击精度，因此为了稳定弹头的弹道，风帽开始出现在弹头前端，这类穿甲弹被称作“風帽穿甲弹”（APBC，Armor Piercing Ballistic Cap）于二战中开始应用。二战后期，随着坦克车体正面装甲的倾角越来越大，尖锥状的普通穿甲弹容易被傾斜裝甲彈開，但各国在这个时期都开始发现所谓的“转正效应”---钝头弹药在接触大倾角装甲的时候可以以更接近垂直的角度入射，从而有更大的几率击穿装甲。二战后期开始出现钝头被帽穿甲弹，代表作为苏联IS-2系列重型坦克配备的BR-471穿甲弹。而有些則在普通穿甲彈前焊接上一個軟質被帽，擊中裝甲時被帽會給後面的尖頭穿甲彈體提供轉正效應，使尖頭彈部分以較小的法線角嘗試擊穿裝甲，被稱作被帽穿甲彈（APC，Armor Piercing Capped）；為了改善其彈道特性，在被帽前加上風帽，於是成了風帽被帽穿甲彈（APCBC，Armor Piercing Capped Ballistic Cap），代表作为虎I坦克所使用的Pzgr.40碳化钨芯被帽穿甲弹
。戰艦所用的穿甲彈大多為風帽被帽穿甲彈APCBC或被帽延时穿甲弹APCHE。

### 脫殼穿甲彈（APDS）
脫殼穿甲彈是傳統穿甲彈提升破壞效果的改良型。脫殼穿甲彈將真正會與目標接觸的彈頭直徑縮小，外面以較輕的材質作成套筒包覆，在外觀上，與普通穿甲彈接近，直徑也相同，能夠繼續使用原有的火炮。
發射之後，當炮彈離開炮管時，因為壓力的關係，外層的套筒會迅速與中間的小直徑彈頭分离，只剩下中央的部分繼續前進。脫殼的意思就是將外層的套筒在發射初期脫離的步驟。
這種穿甲彈的好處是可以使用較大口徑的火炮，利用較多的裝藥提供的能量，集中在比傳統穿甲彈小的彈頭上，提高整體的穿甲能力，以及減少飛行過程中能量的耗損。但APDS采用自轉來克服章動效應，其長徑比不得大於7：1否則自轉無法提供足夠的穩定性。故彈頭較現代APFSDS顯得粗而短，接觸面的增大和彈芯較短使其穿甲能力也明顯遜色於APFSDS，APDS主要被二戰末期至冷戰前期的坦克使用。

### 尾翼穩定脫殼穿甲彈（APFSDS）

法國「箭」尾翼穩定脫殼穿甲彈（APFSDS）

彈體與脫殼穿甲彈類似，彈芯多由製程複雜的合金或陶瓷製造，擁有極高的硬度，最大差異在翼穩脫殼穿甲彈的彈芯尾部擁有尾翼，其功用在射擊後，彈芯在空中飛行的姿態能夠與射擊拋物線成一直線，接觸目標後動能集中在彈芯尖端貫穿目標，也就是說尾翼的功用是讓彈芯不在空中翻滾。缺點：尾翼會增加風阻，減少動能，易受側風影響，降低命中率。早期的APFSDS長徑比較小，大多在15：1左右，隨着技術的發展，現在的APFSDS長徑比已經在25：1左右，彈芯的質量增加了，動能和存速性也顯著的提高。APFSDS彈芯材質大多采用合金鋼，碳化鎢，貧鈾。
尾翼稳定脱壳穿甲弹由线膛炮和滑膛炮發射時威力也不相同：
- 线膛炮發射常規炮彈時弹賦予炮彈极高的转速，从而最大限度的消除炮弹的章动效应，进而提高射击精度，距离越远越明显（3000米以上）。但發射APFSDS炮彈時炮彈的自轉使炮彈表面與空氣的摩擦比不轉時更强（炮彈表面繞彈芯的直線速度與炮彈本身的速度的合成才是其摩擦力的真實大小），但光靠自轉又不能克服章動效應，這個尾翼又不得不裝，因此同樣條件下線膛炮發射的炮彈所受的阻力更大，遠距離穿透力也没滑膛炮大。
- 滑膛炮发射的炮弹因限于炮身没有膛线导致炮弹不能自转，但炮彈的尾翼已能提供足夠的穩定性克服章動效應。
- 而此前有說法稱滑膛炮的尾翼提供自轉克服章動效應，但單靠尾翼提供的轉速與線膛炮發射APDS時提供的轉速根本没法比，高速旋轉使彈翼比不轉時提供更大的阻力，反而降低威力，故該說法不成立。

### 高速穿甲彈（HVAP）
另一稱呼為硬芯穿甲彈（APCR），為了擊穿更厚的裝甲，勢必要提高砲彈射擊後的動能，製造更大的砲彈，相對的要有更大的大砲來使用，一味的加大尺寸並不是唯一的方法。
將彈芯縮小，用質量較輕的金屬包裹彈芯，例如鋁，使外徑與原有的穿甲彈一樣，如此一來便不必更動既有的發射裝置，在射擊後，輕金屬與彈芯一同飛出，接觸目標，輕金屬質量輕攜帶動能少，無法破壞裝甲，被擋在裝甲外，而彈芯保留了大部分火藥燃燒後所提供的動能，持續前進、貫穿裝甲，與傳統穿甲彈比較，兩者火藥所提供的動能相同，但高速穿甲彈的彈芯截面積較小，且由於相同火藥量僅用於推動較為輕量的彈體，因此可以帶來較為高速的砲口初速，因此可以保證固定距離內的貫穿力大幅提升。
但因為重量較低，飛行距離造成的貫穿力衰減會遠大於一般彈藥，拉長到一定距離後貫穿力甚至會低於一般穿甲彈。

### 複合非硬芯穿甲彈（APCNR）
為德國於二戰研製的炮彈，只能用於錐膛炮。其目的為於不增加後座力但可增加炮彈的貫穿能力。原理為將穿甲彈的彈帶用軟金屬制造，再以碳化鵭作彈芯。當炮彈出膛時，由於炮管為漸縮式，因此炮彈會被炮管內的高膛壓壓縮，到離開炮管時彈帶己變為碳化鎢彈芯上的薄膜，只剩下彈芯。德軍原本計劃採用此炮彈及錐膛炮，但由於大戰未期德國的鎢產量嚴重不足，再加上此技術炮管需要極高的加工技巧及開發出脫殼穿甲彈，因此此炮彈只是被德國用於測試用途。

### 反戰車高爆彈（HEAT）

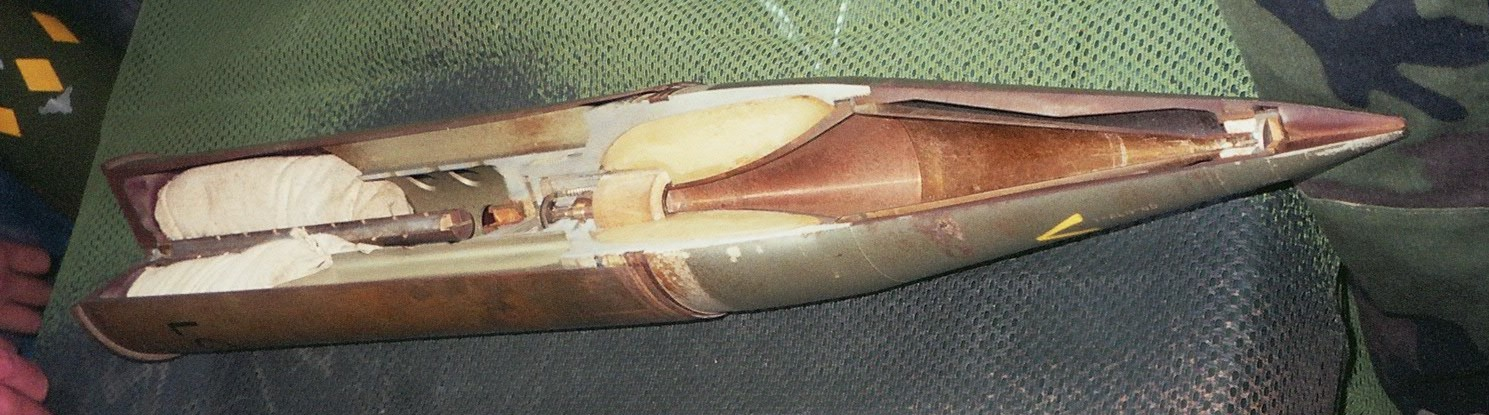
反戰車高爆彈（HEAT）

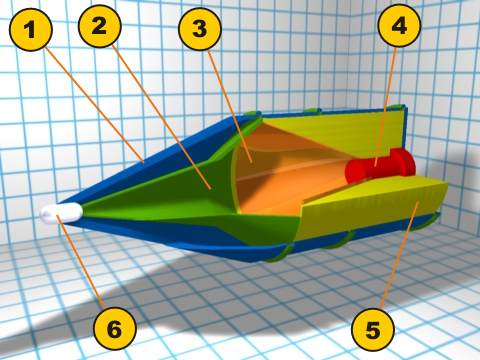
反戰車高爆彈
1：彈帽
2：金屬內襯
3：金屬成形内襯
4：雷管
5：炸藥
6：引爆探針

或翻譯成破甲榴彈，有的軍方文件內稱為戰防彈，中国大陆通称为破甲弹，或直译为反坦克榴弹，這彈種還有另一種說法:成形裝藥彈、錐形裝藥彈、空心裝藥榴彈(shape charge，簡稱:SC)
。反戰車高爆彈使用成形裝藥技術達到來破壞裝甲的目的。成形裝藥對付傳統裝甲（均質裝甲）非常有效，不過對於現代的複合裝甲與反應裝甲卻有力不從心之感。距離及初速對反戰車高爆彈的影響很小，對距離1000 m與100 m的目標有相同的效果，但由線膛炮發射時，炮彈的自轉使金屬射流提前分散，反而降低了破甲效果，所以線膛炮發射的HEAT彈一般采用滑動彈帶減少自旋並以尾翼來穩定。成形裝藥必須在離目標一定的距離引爆才能達到最大穿透效果，大口徑破甲彈/導彈前端的引爆探針就是用以確保這距離，而小口徑的火箭筒等由於起爆距離相對好控制，所以很少采用探杆。射擊後，飛出的砲彈接觸目標，前方引爆探針觸發，雷管引燃金屬成形内襯後方火藥，並不是立即產生大規模爆炸，觸發0.00006秒後火藥引起的化學反應在金屬（以軟銅為主流）成形内襯中央熔融成金屬噴流，每秒高達7000m的金屬噴流貫穿戰車的表面傳統裝甲，毀滅戰車成員，達到癱瘓戰車的目的。
由於破甲彈並不依靠炮彈發射時的動能來產生破壞，這使得破甲戰鬥部能用在火箭筒，反坦克導彈甚至手榴彈（現在很少見）上，並在巷戰裏對坦克和裝甲車構成嚴重威脅。為此坦克除了裝上反應裝甲外，還采用金屬裙板，格栅裝甲（也可用來堆放雜物），金屬鏈條來提前引爆這類彈藥，倘若HEAT彈未能在最佳起爆距離上引爆時，金屬射流要麼未能聚集到一點，要麼提前分散了，從而大幅度削弱破甲能力。
然後矛與盾的戰爭永遠不會停息，雖然复合裝甲和反應裝甲，間隙/格栅裝甲等能削弱破甲彈的攻擊能力，但現在的很多反坦克導彈或火箭筒已采用串聯戰鬥部，前端的戰鬥部先行引爆反應裝甲，或在裝甲上開個洞，緊跟其後的第二級戰鬥部將對暴露出來的弱點進行第二次破甲。這種攻擊模式不僅在反戰車時有用，還用在反工事和反艦武器上。而一部分反戰車導彈更是采用攻頂模式，因為主力戰車頂部的鋼板厚度一般在5厘米左右，對攻頂的導彈基本没防禦能力。所以反戰車導彈仍然裝備在裝甲車上，當遭遇鏈炮無法有效對付的主力戰車時仍然能對戰車構成威脅。

### 两用高爆弹（HEDP）
或称破甲杀伤弹、高爆多用途弹、高爆双用途弹等等。基本结构與HEAT相同，但在引爆时炮弹外壳也被炸成破片、参与杀伤过程。换句话说，HEDP（Dual Purpose）兼有HEAT的反装甲能力，也有普通HE的破片杀伤能力。

40×53 mm M430A1 HEDP 榴弹
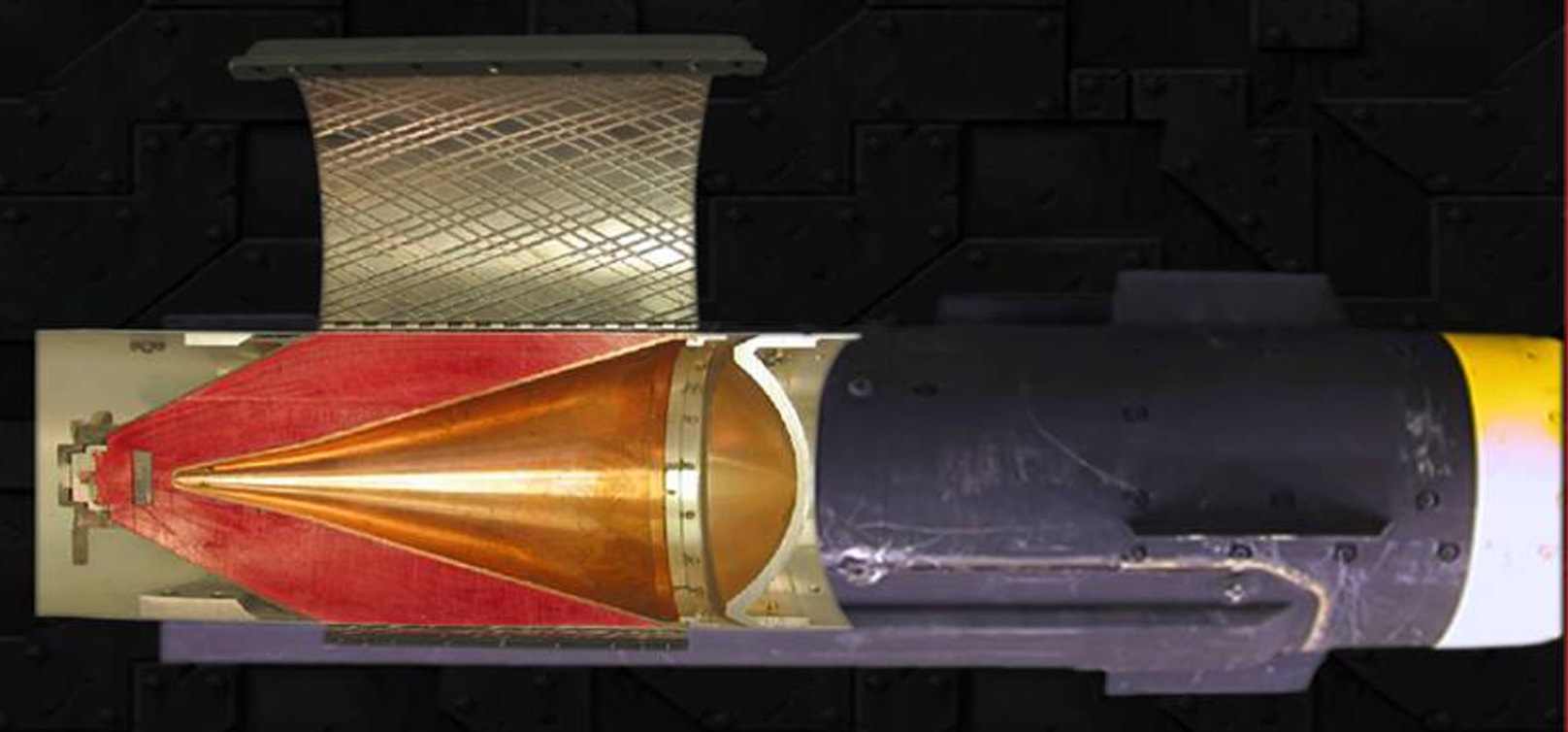
AGM-114地獄火飛彈，可见锥形装药周围的外壳有刻印，以便形成破片

### 黏著榴彈（HESH、HEP）
黏著榴彈（High Explosive Squash Head, HESH）或稱為碎甲彈，是一種現代主要由英國所使用的彈種，美國稱為塑性榴彈（High Explosive Plastic, HEP），它是由塑性炸藥與延遲信管所構成。當空心裝藥榴彈碰撞目標後，塑性炸藥會因為衝擊而附著在目標表面上，由砲彈底部的延遲信管引爆塑性炸藥，爆炸產生的震波會在目標體中傳遞，在目標內側產生向內碎裂的破片，達成殺傷內部人員、破壞裝備的效果。
HESH/HEP翻译做碎甲弹更嚴謹也更合适些，早期也有文獻翻譯成爆震彈。

### 砲管測試用彈
砲管測試用彈，僅用於新砲管耐壓測試，內部無填充物，通常是實心彈，較正常砲彈重，推進藥亦較多。雖然通常是實心彈，但有時會以水、沙或鐵粉作填充物。雖然於砲管內砲管測試用彈與真正炮彈無異，但離開砲管後砲管測試用彈的飛行距離比真正炮彈短，因為砲管測試用彈的設計並不如真正炮彈般重視空氣動力學。
因安全理由，使用砲管測試用彈的新砲管會遙控發射，發射後再檢查砲管有否損壞。

### 集束彈

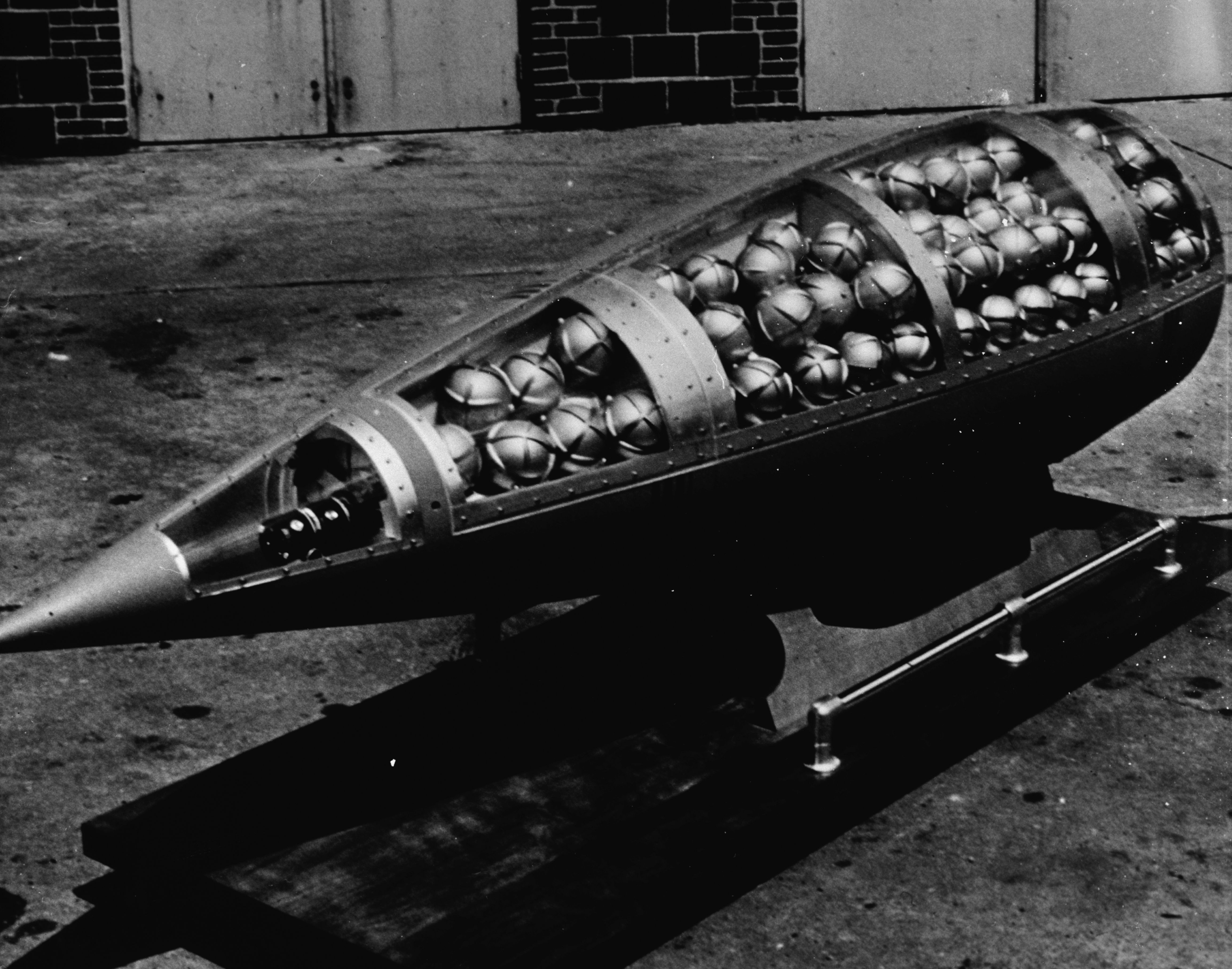
美國集束彈，1960年

炮兵用的集束彈與空用集束炸彈除尺碼與投射工具不同外，理論與使用大致類似。集束彈對戰後平民的傷害遠超過對敵方的人員設備，是否允許使用集束彈在國際間造成強烈爭論。

### 榴霰彈
內含大量彈丸，並在接近目標時噴射出來以達到殺傷敵方人員的效果。

### 生化彈
內含大量生化戰劑，如毒氣、細菌、病毒。生化彈僅含微量的炸藥，做為裂解彈頭以釋放所載戰劑之用。

### 核炮彈
用火炮發射核彈頭的戰術核武器，僅一定要相當大口徑的火炮才可以發射。

### 非殺傷彈
並非所有砲彈都為殺傷或破壞而設計，以下的炮彈被設計成達到特定的非殺傷性的效果。但它們並非完全無害，煙幕彈及照明彈可能意外引起火災，而各種彈體的撞擊可能會造成人員傷亡或輕微財產損失。

#### 煙幕彈
內含煙霧劑，施放煙幕用。

#### 照明彈
內含藥劑與小型抗熱降落傘，於預設的高度開傘使其滯空時間延長，同時點燃內含藥劑，內含藥劑燃燒時可以產生強光，供夜間戰鬥短暫照明。

#### 砲宣彈
內含心理戰傳單，利用內含微量炸藥將傳單散佈於目標上空，僅傳單、頭尾與左右四件彈片落於目標，除非直接命中否則無心戰以外的其他破壞能力。

#### 后勤补给弹
这种弹药的弹体内不装火药，而装后勤物资或急救药物。当战场上部队物资缺乏或士兵受伤而后勤保障人员或医务人员不能靠近时，可发射这种弹药向前线部队投送补给物资或药品。

## 外部參考
- WW2 propaganda leaflets （页面存档备份，存于）
- 5 inch 54 caliber naval gun shell （页面存档备份，存于）
- 大砲と装甲の研究TOPページ